# 内藤政吉
内藤 政吉 （ないとう まさよし）は、江戸時代前期の旗本。
天正16年（1588年）、内藤忠政の三男として生まれる。慶長12年（1607年）、徳川秀忠に拝謁し書院番となり、のちに徳川忠長の傅役となる。
寛永6年（1629年）12月28日、布衣を許される。寛永9年（1633年）、忠長が改易となると秋田俊季に預けられ、寛永17年（1640年）12月10日から兄の忠重の預かりとなる。のちに許された。
万治2年（1659年）5月26日に死去。享年72。孫の内藤正勝は大名となり、信濃国岩村田藩主として幕末に至った。